# Бункер-703
Бункер 703 (ЧЗ-703) — специальное фортификационное сооружение глубокого заложения, построенное в конце 1953 года для использования в качестве защищённого хранилища документов, имеющих особую государственную важность. Располагается рядом со станцией метро Павелецкая[уточнить], напротив шоколадной фабрики «Рот Фронт». Имеет соединение со служебной соединительной ветвью Московского метрополитена.

## История

### Создание
С развитием оружия массового поражения и средств его доставки Московский метрополитен, использовавшийся в том числе как средство гражданской обороны, начали переоборудовать для защиты от новых видов оружия массового поражения (в том числе ядерного). В 1952 году в системе метрополитена начали возводить фильтровентиляционные установки (ФВУ), которые предназначались для очистки загрязненного воздуха, поступающего с поверхности, и дальнейшей доставки его в метрополитен. Одна из подземных выработок под ФВУ была сооружена на служебно-соединительной ветви рядом со станцией Павелецкая, однако по неизвестным причинам строительство ФВУ здесь не было завершено. До 1961 года объект не использовался.
В 1961 году возникла необходимость в создании заглублённого сооружения для удовлетворения потребностей Министерства иностранных дел СССР. Спецобъект принят к эксплуатации 10 ноября 1961 года. Проработал в качестве защищённого хранилища документов до января 2005 года. В 2005 году произошел прорыв грунтовых вод в блоки сооружения, с последующим нарушением условий хранения документации, в результате чего хранившиеся на спецобъекте документы были экстренно эвакуированы. До 2008 года на объекте проводилась частичная реконструкция.
До 2018 года спецобъект состоял на балансе Министерства иностранных дел Российской Федерации, после — передан некоммерческой организации ветеранов силовых структур.

### Наземная часть (вход)

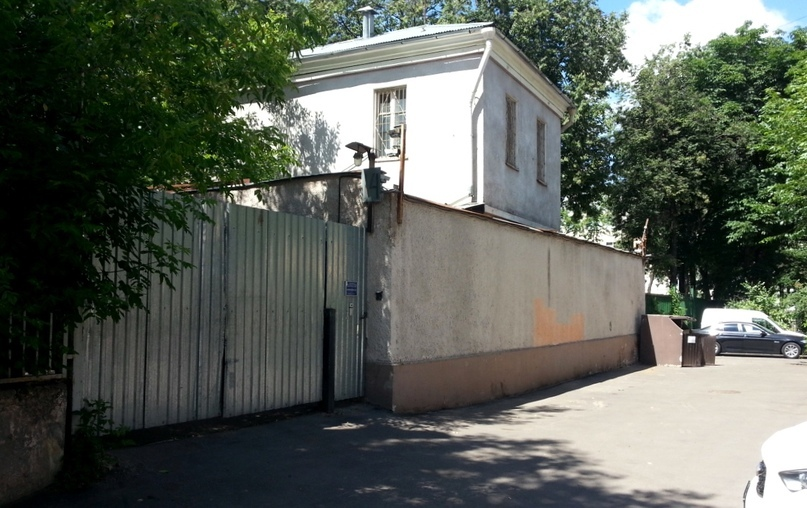
Маскировочное сооружение объекта (КПП) ЧЗ-703

Наземная часть объекта состоит из 3-х строений, объединённых капитальным каменным забором и внутренним двором. Самое крупное из строений — маскировочное сооружение, предназначенное для сокрытия входа в объект. Внутри располагается грузовой лифт, комната начальника объекта, лестница и системы вентиляции. Два меньших строения служили в качестве КПП и комнаты отдыха персонала.

### Подземная часть

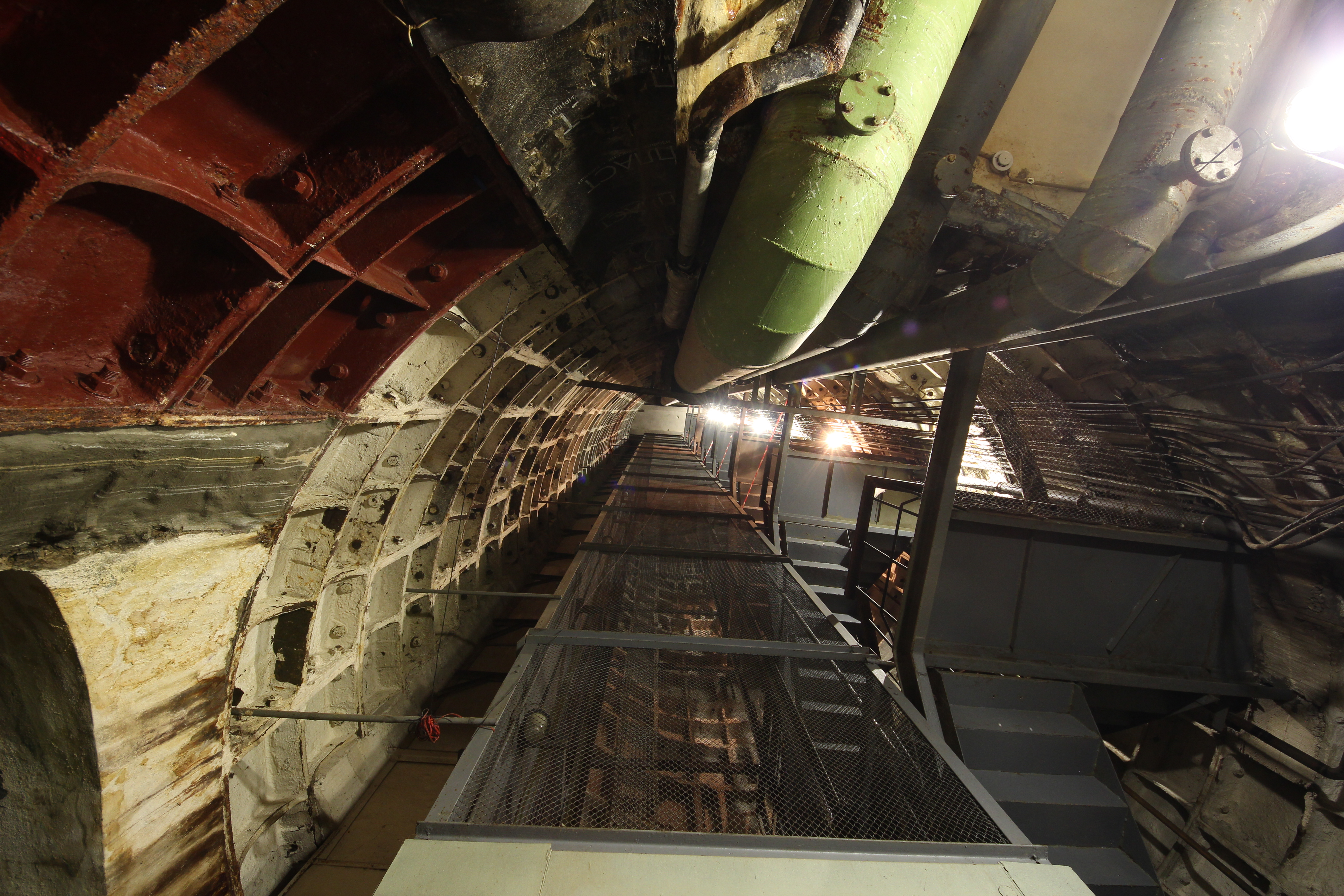

Подземная часть состоит из 2-х уровней с глубиной лифтовой шахты 11 и 40 метров соответственно, соединённые между собой 30-метровым защищённым ходком, который заканчивается 10 тонной взрывозащищённой дверью. Нижний горизонт состоит из центрального ходка, соединённого с метрополитеном. В начале ходка расположен санузел, далее по ходу справа — блок № 1, (Первое хранилище документов) длиной 34 метра. Блок № 2 является смотровой, где снимались копии оригиналов документов. По левую сторону ходка находятся помещения жизнеобеспечения объекта, а также помещение 2-х этажной климатической установки, предназначенной для регулирования параметров (температуры, влажности, газового состава) воздушной среды объекта. За помещением климатической располагается тяговая подстанция, соединяющая объект с системой электроснабжения метрополитена (вход и проход в сам тоннель метро был забетонирован). Центральный коридор заканчивается блоком № 3 (Второе хранилище документов) — самым крупным помещением объекта, длина блока достигает 39 м. Общая площадь подземной части составляет 1216 кв.м.

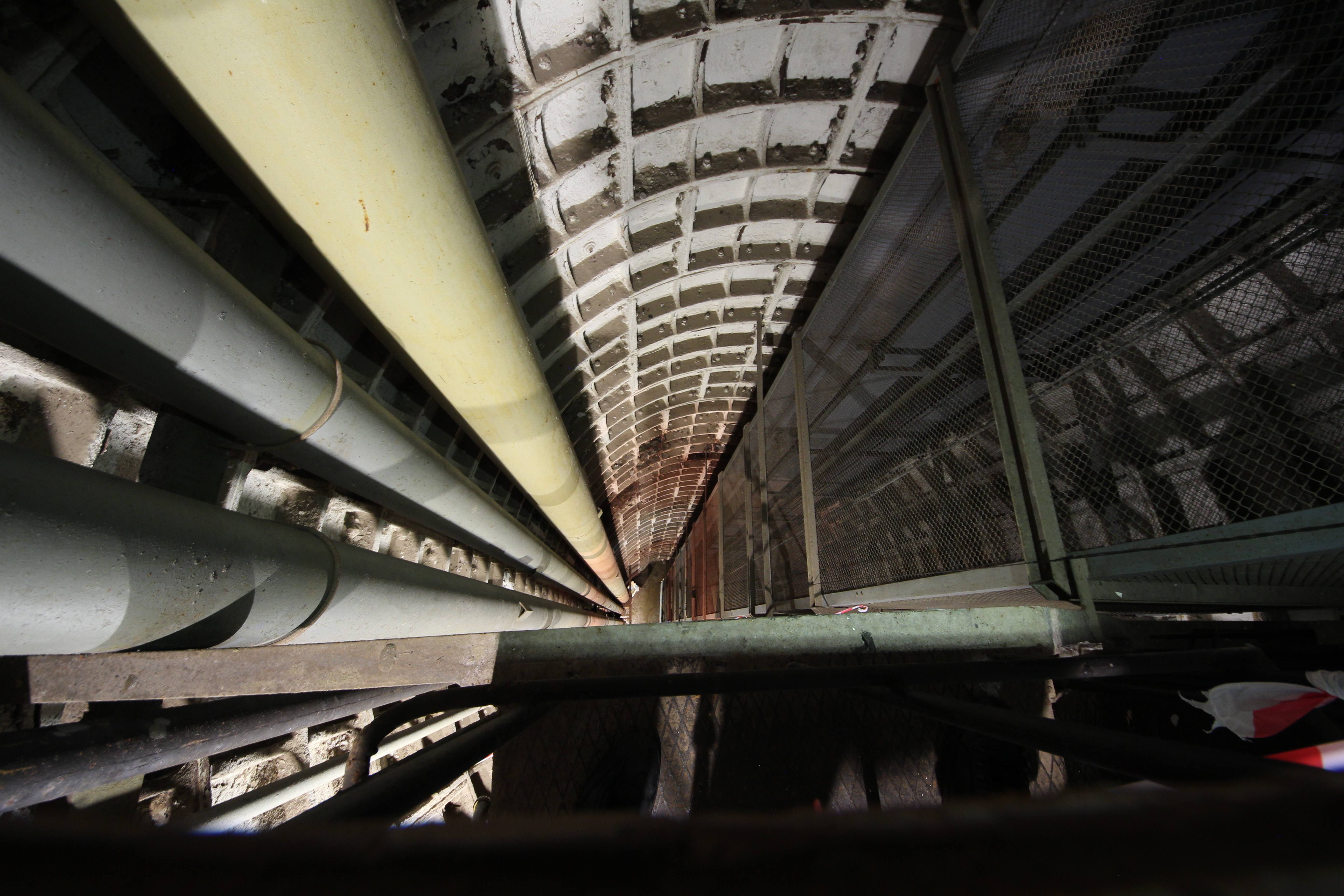
Главный шахтный ствол объекта.
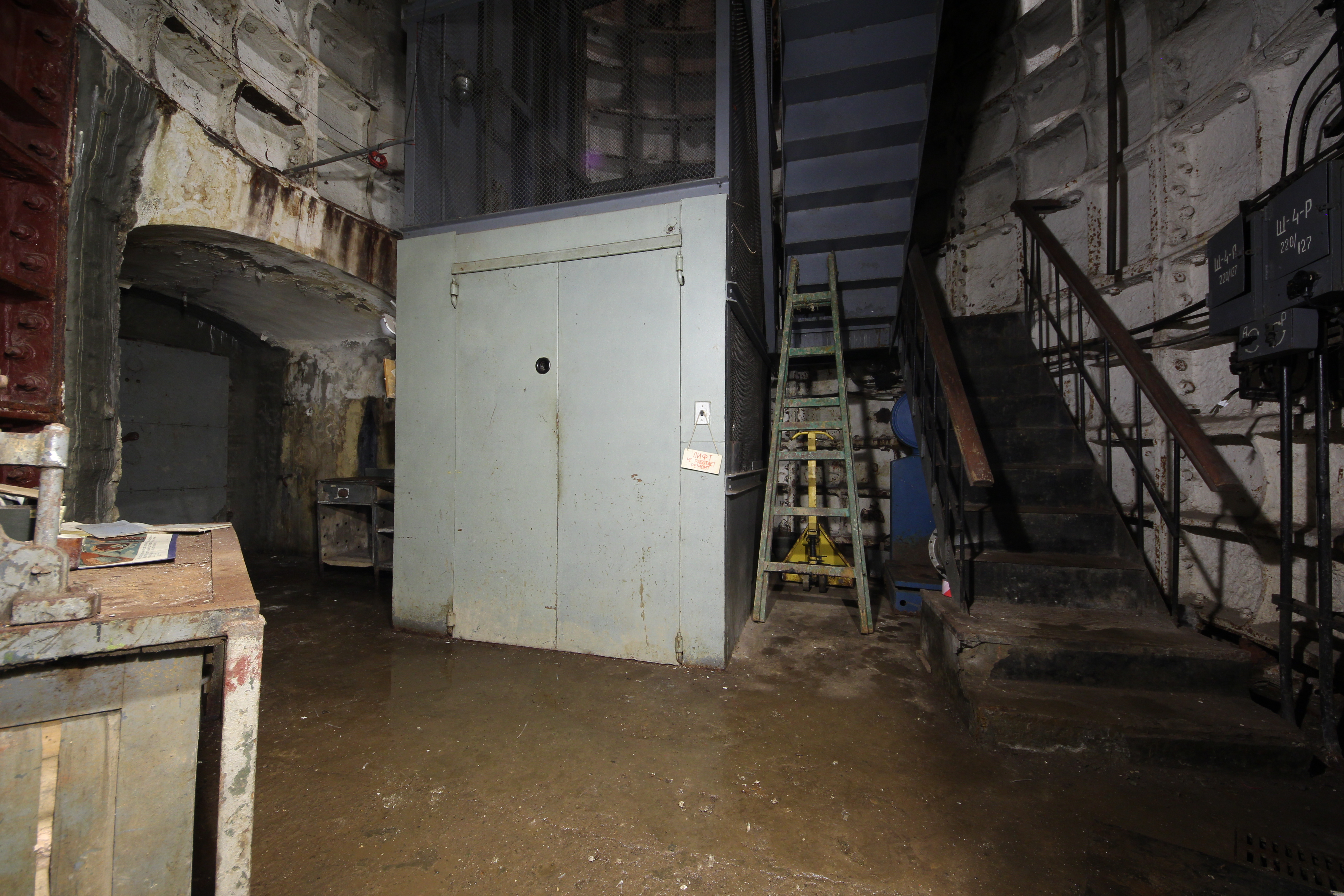
Нижний уровень шахты ЧЗ-703.
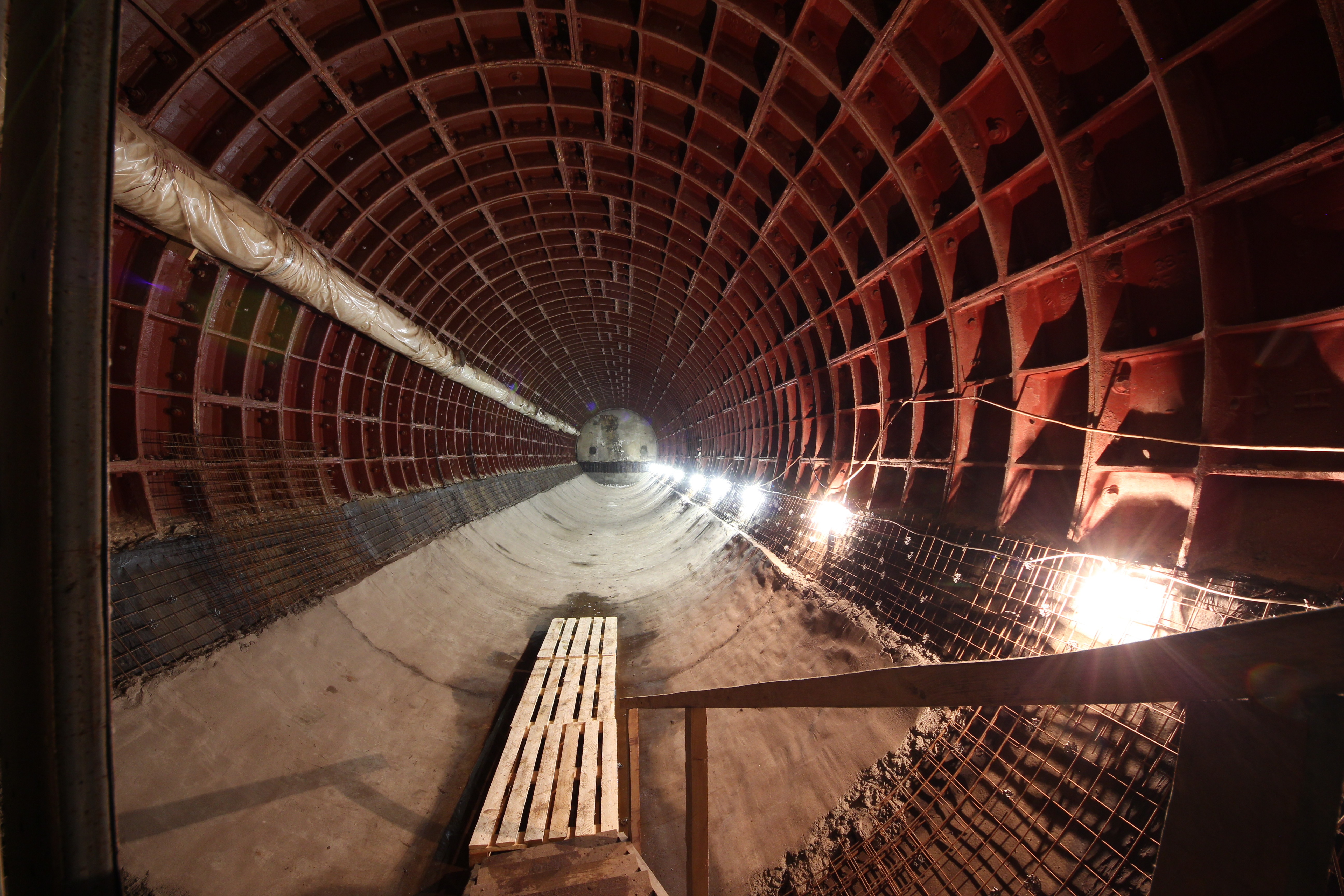
Блок № 1.
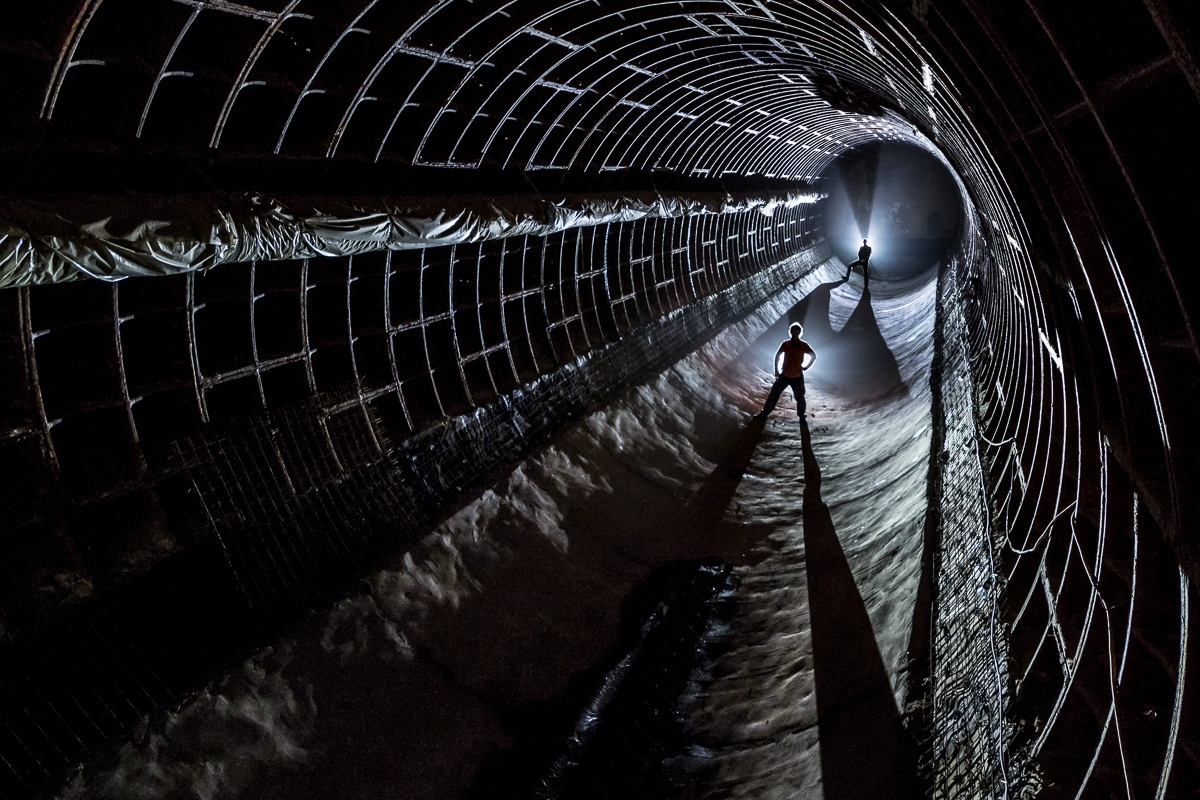
Блок № 3, художественное фото.
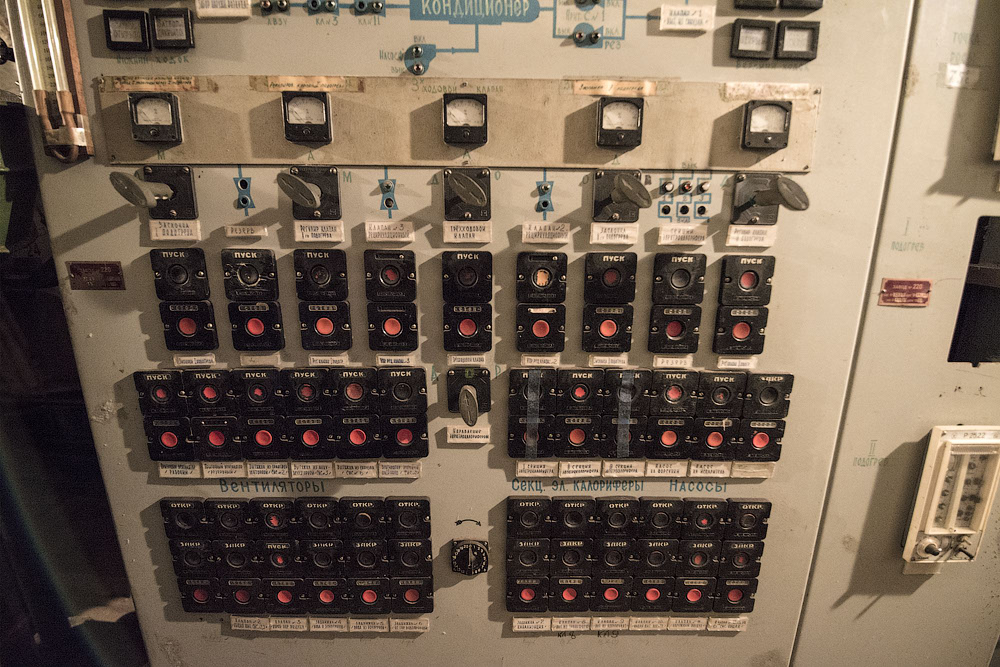
Центральный пульт климатической установки.
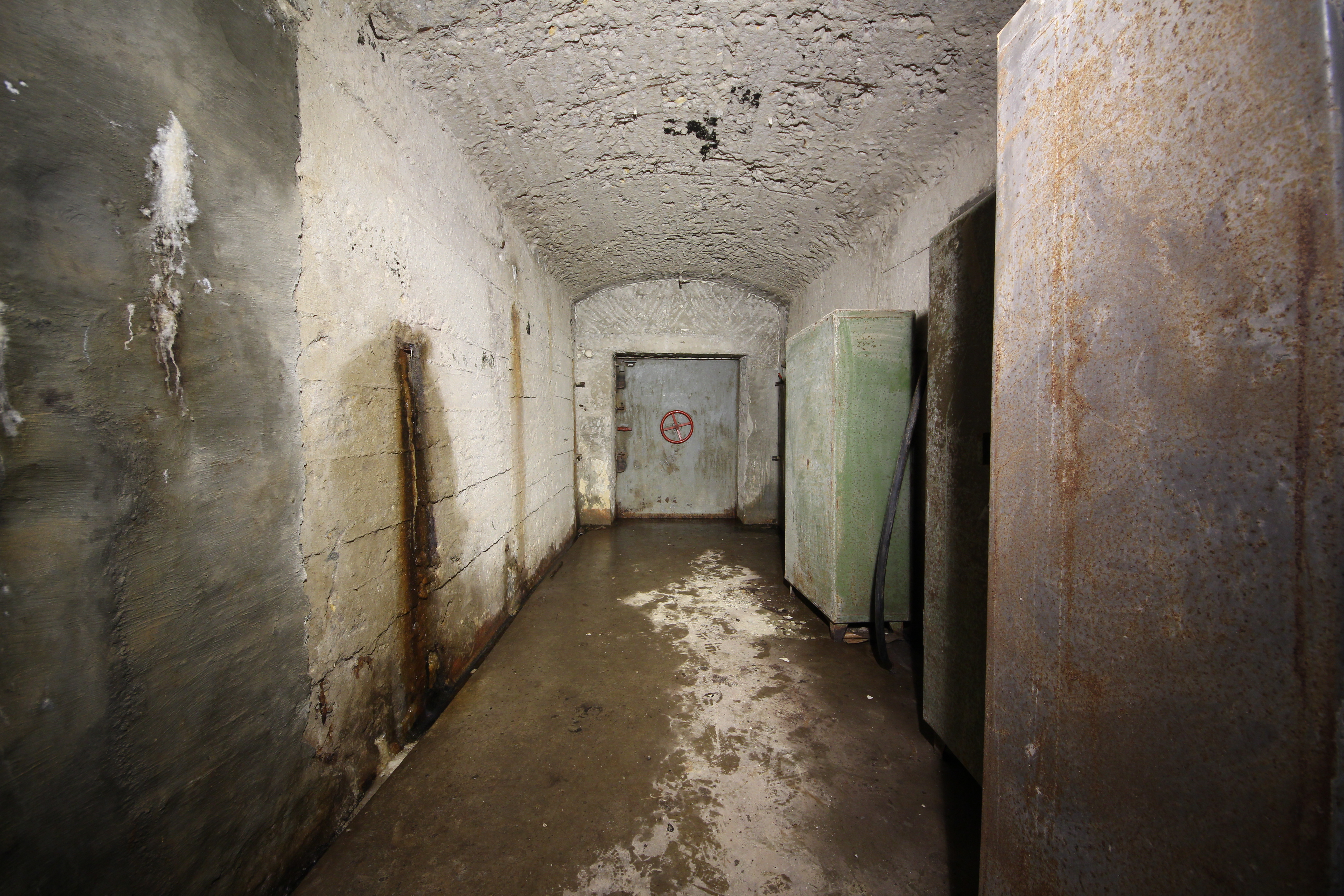
Эвакуационный выход в метро.
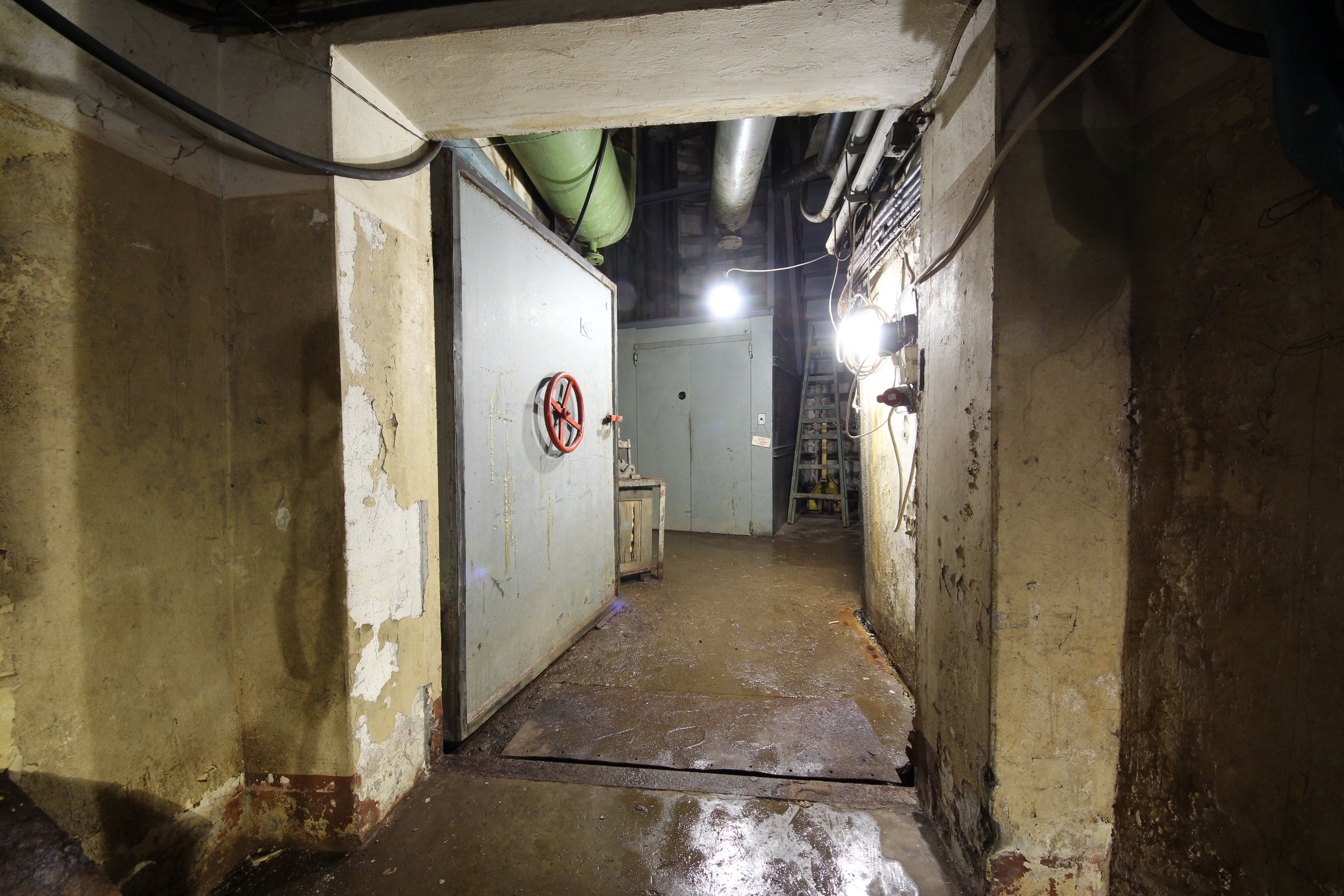
Гермодверь в шахтный ствол.
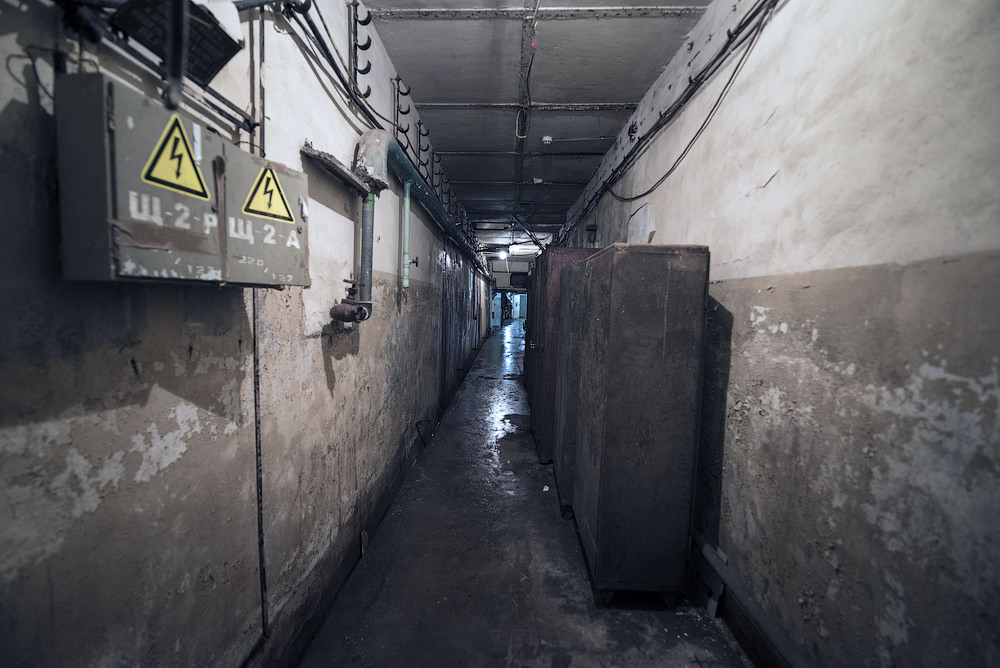
Центральный коридор объекта.
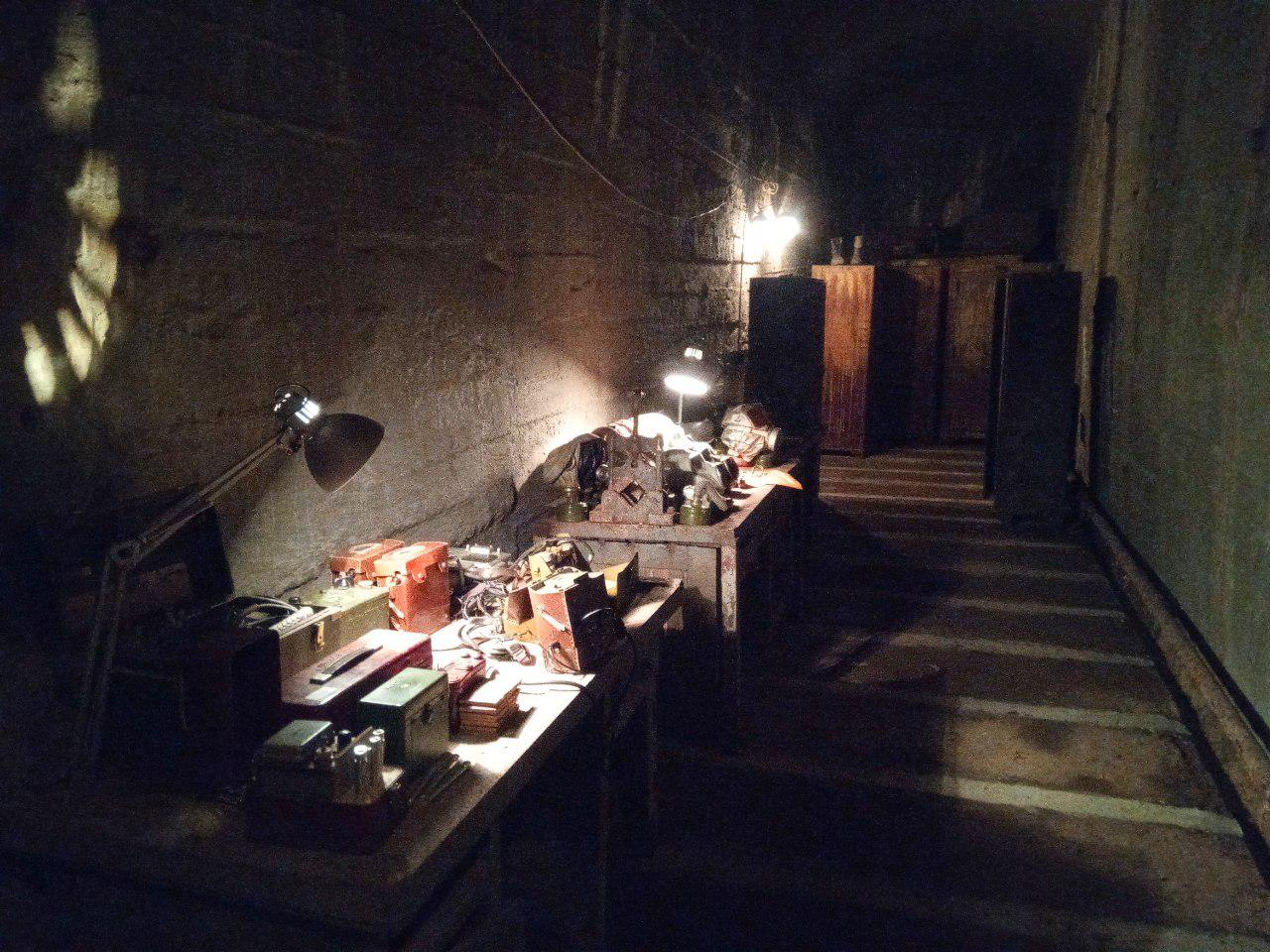
Первая экспозиция в блоке № 2.
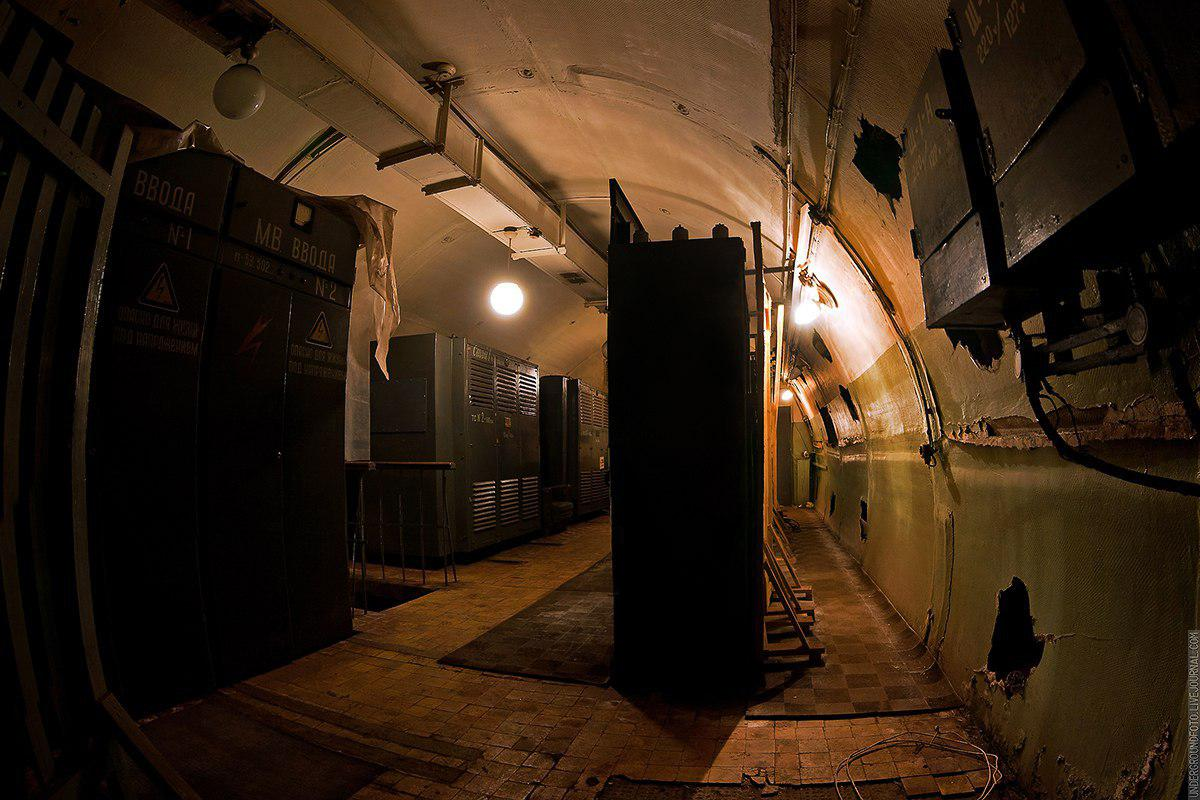
Понижающая подстанция.

### Современность — музей

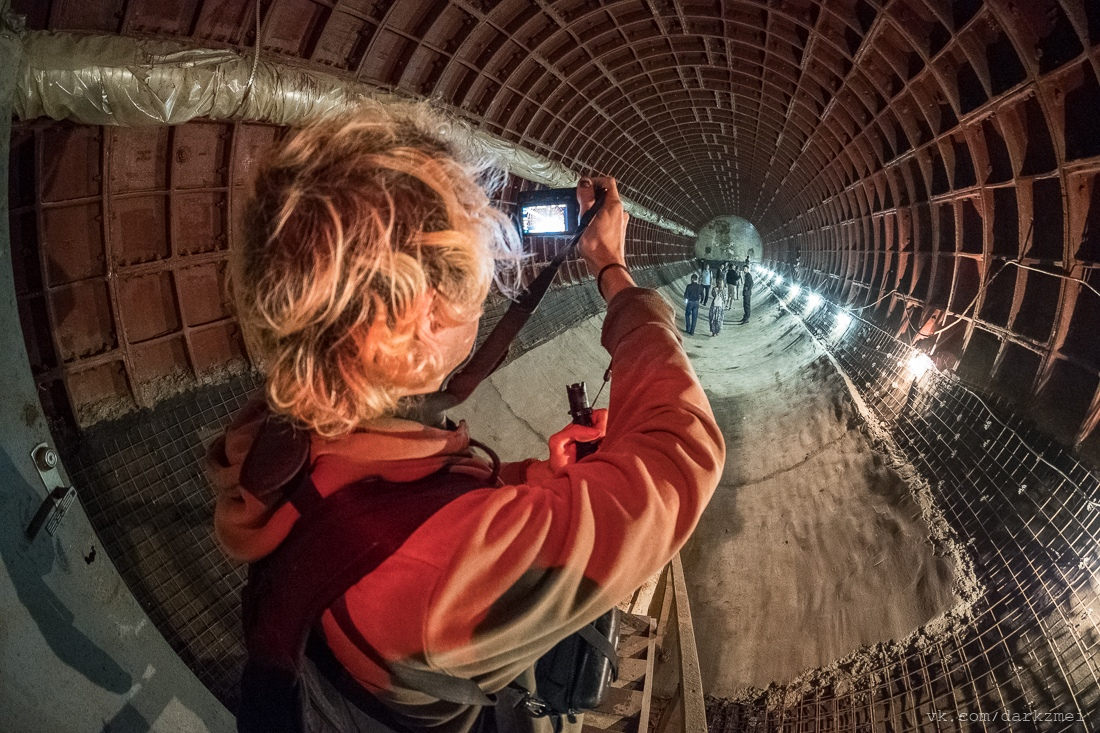
Экскурсия в объект ЧЗ-703

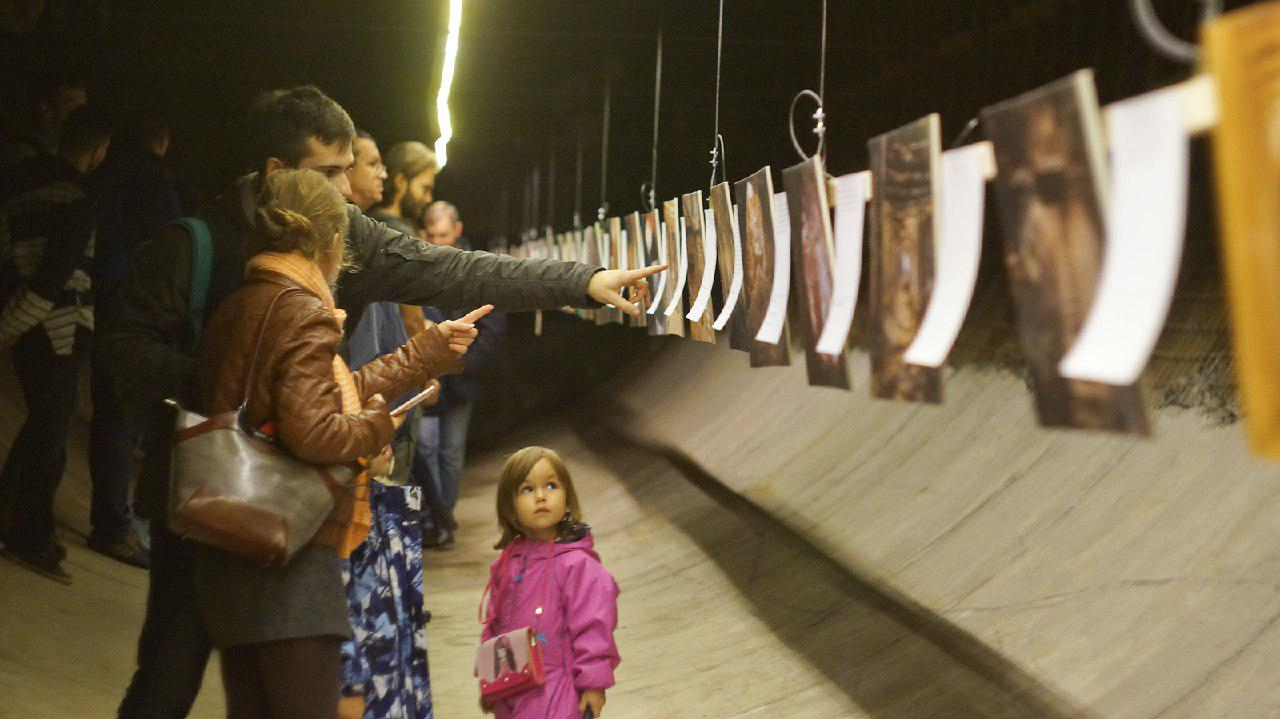
Выставка в рамках Ночи искусств

В настоящее время в объекте создаётся музей, включающий в себя несколько тематических экспозиционных площадок, посвящённых истории объекта ЧЗ-703, подземному строительству, защите населения от оружия массового поражения, секретному делопроизводству и методам современной фортификации. Главным экспонатом является сам уникальный подземный объект, который, по заявлению владельцев, будет сохранён в максимально аутентичном состоянии. Первые посетители увидели рассекреченный объект в июле 2018 года. В данный момент экскурсии проводятся на регулярной основе.
4 ноября 2018 года в рамках «Ночи искусств» в бункере прошла выставка картин и фотографий, посвящённых подземным пространствам Москвы «Москва НЕ провалится». Для этого в первом блоке сооружения был восстановлен исторический ровный пол. Суммарно выставку посетило около 800 человек, это стало самым крупным однодневным мероприятием, посвящённым подземной Москве, за всю историю города.
С 17 по 19 мая 2019 года Бункер-703 принял участие в ежегодной «Ночи музеев». В одном из залов открылась экспозиция, посвящённая рассекреченным спецобъектам Москвы, включающая в себя уникальные архивные данные. В других блоках объекта проводились лекции по подземной тематике и различные мастер-классы. Мероприятие привлекло внимание более тысячи человек, что побило рекорд прошлого года.
В настоящий момент Бункер-703 работает как Музей современной фортификации. В одном из тоннелей разместился кинозал, где проводятся просветительские лекции про метрополитены, убежища и другие подземные сооружения. В музее проходят научные конференции, посвященные специальной фортификации и издается профильная литература по истории и технологиям других советских бункеров.